# Český Dvůr
Český Dvůr je malá vesnice, základní sídelní jednotka obce Knyk v okrese Havlíčkův Brod. Nachází se asi 1,4 km jihovýchodně od Knyku. Českým Dvorem prochází silnice II/344. V roce 2016 zde bylo evidováno 26 adres a v roce 2011 zde žilo 60 obyvatel
Ve vsi stojí památkově chráněná kaplička.

## Galerie

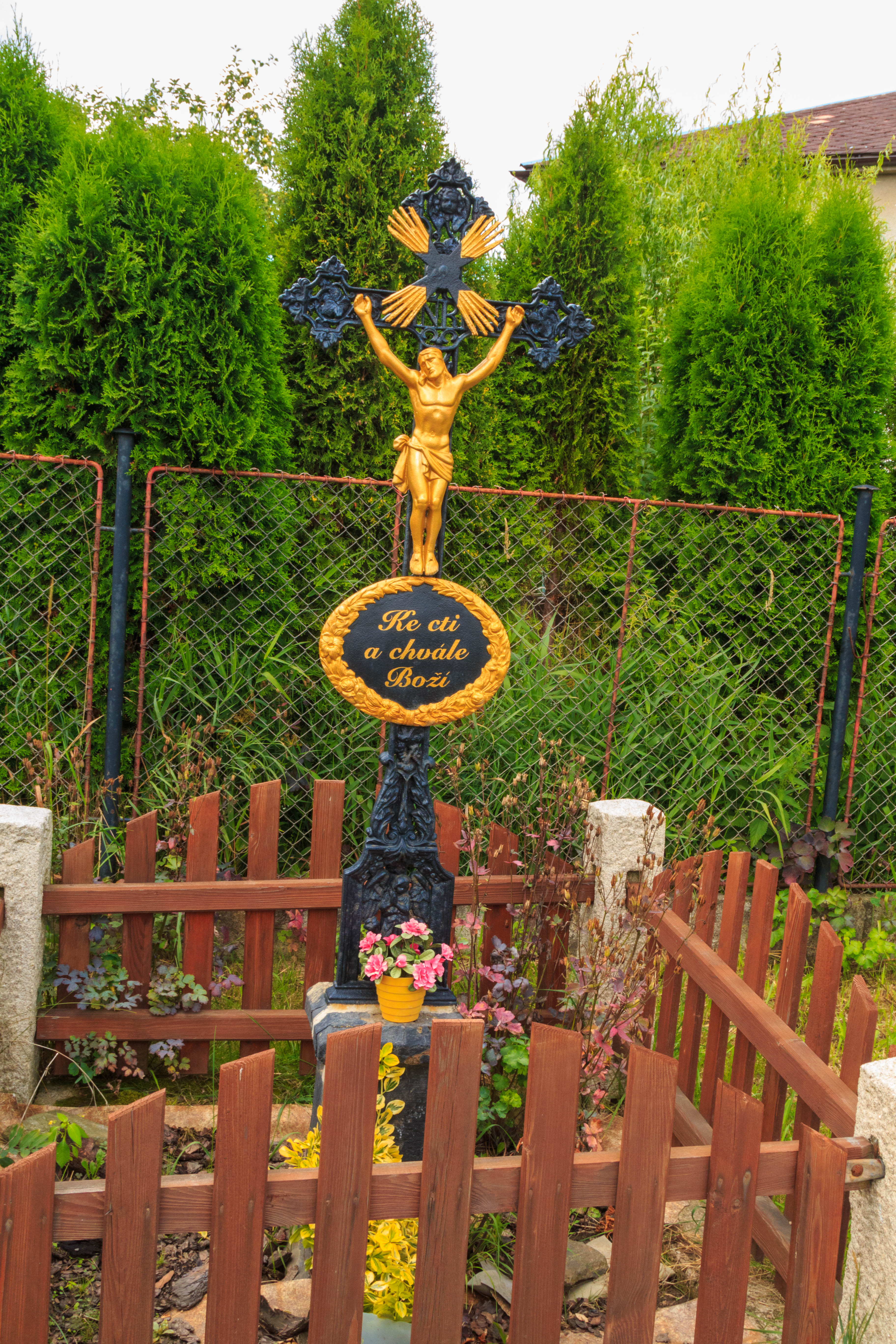
Český Dvůr - kříž
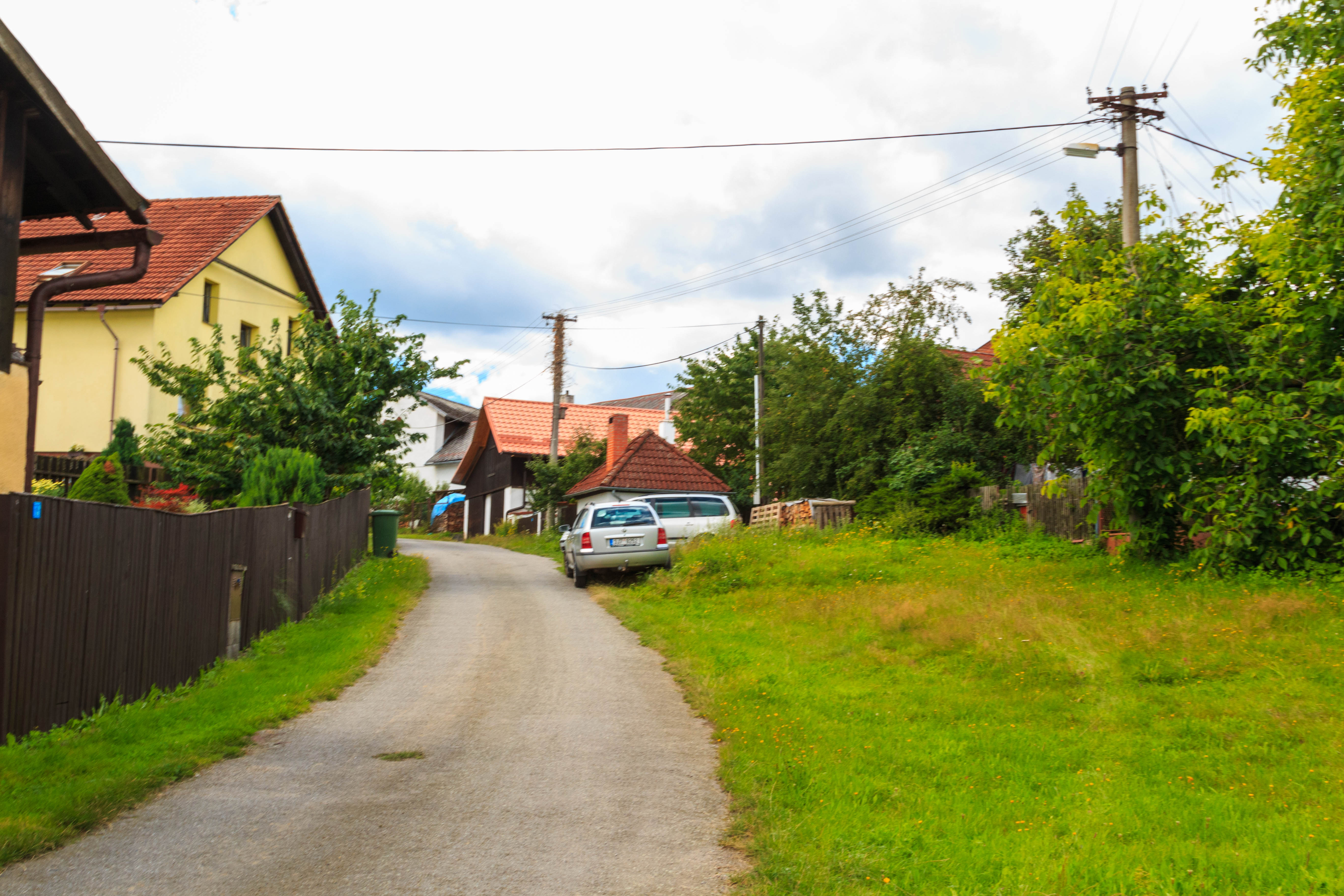
Český Dvůr - čp. 104
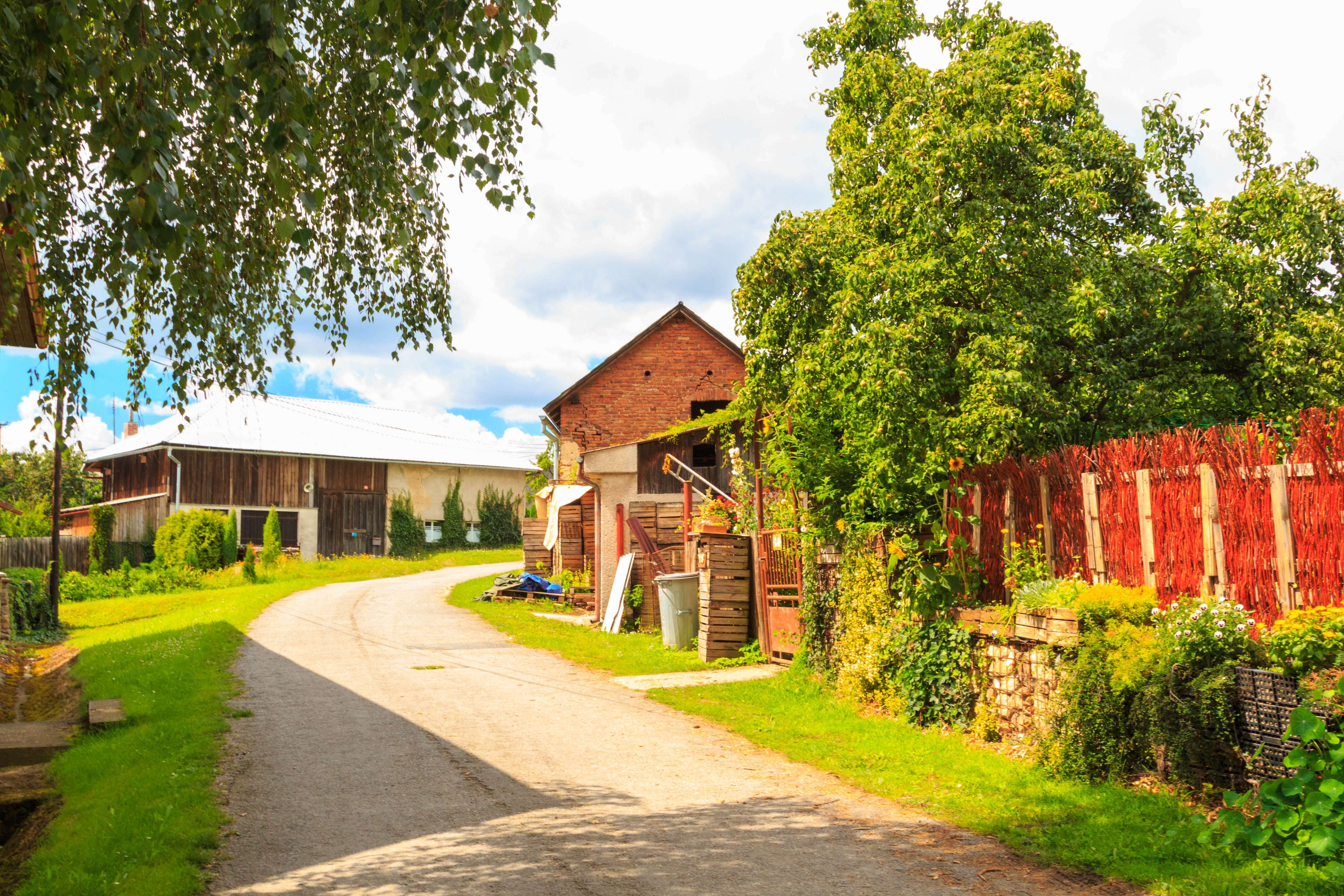
Český Dvůr
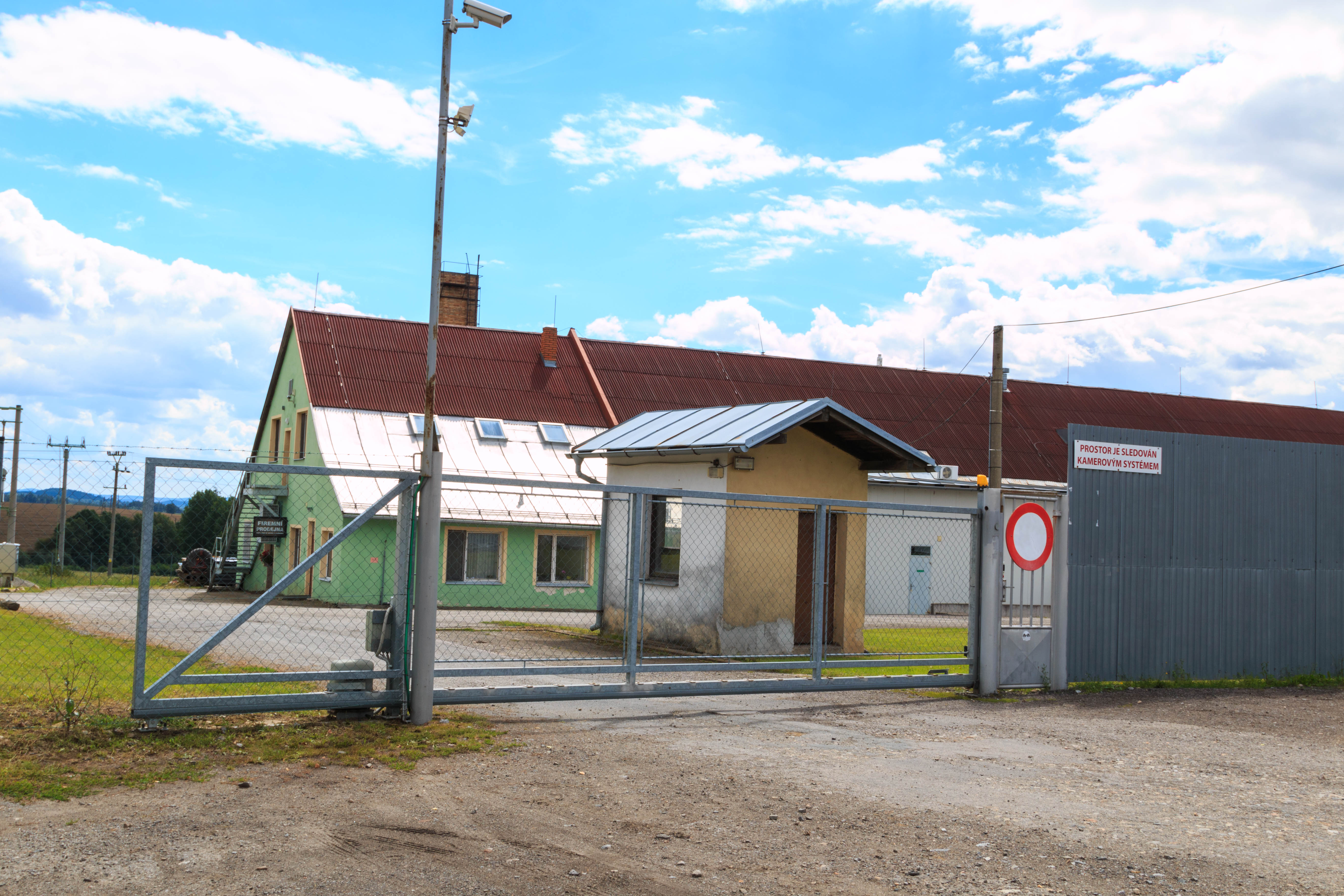
Český Dvůr - farma